# Марк Ливий Друз (претор)
Марк Ливий Друз (лат. Marcus Livius Drusus; IV—III века до н. э.) — римский политический деятель и военачальник из плебейского рода Ливиев, занимавший должность претора предположительно около 282 года до н. э.

## Биография
Марк Ливий принадлежал к плебейскому роду Ливиев, имевшему латинское происхождение и влившемуся в ряды римской аристократии во второй половине IV века до н. э. Марк Ливий Дентер достиг консульства в 302 году и членства в коллегии понтификов; Друз предположительно был его сыном.
Марк Ливий упоминается у Светония в числе предков императора Тиберия. По словам этого автора, он «убил в единоборстве Дравза, вражеского вождя», за что и получил прозвище Друз, ставшее когноменом для его потомков. Позже Марк Ливий воевал с галлами с полномочиями пропретора и вернул Риму золото, потерянное во время событий 390 года до н. э. Отсюда следует, что он был и претором; это датируют приблизительно 282 годом до н. э.
Сыном Друза был Марк Ливий Салинатор, не занимавший курульные должности. Сын последнего, носивший то же имя, дважды получал консулат (в 219 и 207 годах до н. э.), а в 204 году до н. э. был цензором.